# تشاد جيبسون
تشاد جيبسون (بالإنجليزية: Chad Gibson)‏ (19 يونيو 1976 سيدني أستراليا - ) هو لاعب كرة قدم أسترالي، شارك في الألعاب الأولمبية الصيفية 1992.

## روابط خارجية
- تشاد جيبسون على موقع قاعدة بيانات كرة القدم.إي يو (الإنجليزية)
- تشاد جيبسون على موقع عالم كرة القدم.نت (الإنجليزية)